# Martin Kližan
Martin Kližan (Bratislava, 11 de Julho de 1989) é um tenista profissional eslovaco, que já conquistou cinco títulos de torneios ATPs em simples, sendo que três em eventos 250 e dois em 500 e quatro títulos na vertente de duplas.

## Carreira

### Júnior
Na sua carreira juvenil, Martin destacou-se pela conquista do Torneio de Roland Garros em 2006.

### 2012
O bom momento de Klizan em 2012 começou em julho. Desde então, alcançou as semifinais do ATP 250 de Kitzbuhel, foi campeão do Challenger de San Marino e derrubou Jo-Wilfried Tsonga no US Open, onde avançou até as oitavas de final.
No final de setembro de 2012, Martin Klizan, então número 45 do mundo, conquistou seu primeiro título de nível ATP na carreira. O eslovaco derrotou o italiano Fabio Fognini por 6/2 e 6/3 e levantou o troféu do ATP 250 de São Petersburgo, na Rússia.

### 2013
No dia 27 de julho de 2013, o eslovaco Martin Klizan conquistou seu primeiro título ATP de duplas na carreira. Onde, jogando ao lado do espanhol David Marrero, foi campeão do ATP de Umag, na Croácia, ao vencer na final a parceria formada pelo norte-americano Nicholas Monroe e o alemão Simon Stadler por 6-1, 5-7 e 10-7.

### 2014
No início de maio de 2014, o título do ATP 250 de Munique acabou nas mãos de Martin Klizan. Pois, então número 111 do mundo, ele superou o italiano Fabio Fognini de virada por 2/6, 6/1 e 6/2 e conquistou seu segundo segundo troféu da carreira em torneios de nível ATP. Coincidentemente, o primeiro título ATP na carreira de Klizan também foi conquistado em uma final contra Fognini.
No final de maio, Martin Klizan conquistou seu segundo título ATP de duplas na carreira. Pois, jogando ao lado do austríaco Philipp Oswald, venceu o dueto formado pelos experientes Rohan Bopanna e Aisam-ul-Haq Qureshi por 6-2 e 6-0 e conquistou o ATP 250 de Nice.
No final da temporada de 2014, Klizãn chegou a semifinal do ATP 500 de Pequim, depois de ter derrotado nas quartas de final o então n° 2 do ranking mundial Rafael Nadal em três sets, com parciais de 6-7 (4), 6-4 e 6-3.

### 2015
No final de janeiro de 2015, a parceria formada pelo eslovaco Martin Klizan e pelo austríaco Philipp Oswald bateu o espanhol Pablo Andujar e o austríaco Oliver Marach e conquistou o título de duplas do Rio Open, no Brasil. Klizan e Oswald precisaram de 1h24 e dois sets para selarem o triunfo com parciais de 7/6 (3) e 6/4. Foi o segundo troféu da ATP levantado pela dupla, que venceu, em Nice, no ano anterior. Para chegar ao título, Klizan e Oswald superaram os brasileiros Fabiano de Paula e Marcelo Demoliner, a dupla formada pelo uruguaio Pablo Cuevas e o espanhol David Marrero e, na fase semifinal, os colombianos campeões do torneio em 2014, Juan Sebastian Cabal e Robert Farah. Esse foi o terceiro troféu ATP de duplas conquistado por Klizan.
Na segunda semana de abril de 2015, o eslovaco Martin Klizan conquistou seu terceiro título ATP da carreira ao vencer o espanhol Daniel Gimeno-Traver na final do ATP 250 de Casablanca por 2 sets a 0, com um duplo 6-2, e 1h15min de partida.

### 2016
Em fevereiro de 2016, a grande semana de Martin Klizan no ATP 500 de Roterdã terminou com a conquista do quarto título de ATP para o canhoto, sendo o primeiro em nível 500. Depois de salvar oito match points nos últimos dois dias, o eslovaco encerrou a campanha em grande estilo e derrotou o francês e número 18 do mundo Gael Monfils por 6/7 (1-7), 6/3 e 6/1 em 1h59 de partida disputada em quadra dura e coberta. Para chegar ao título, nas duas primeiras rodadas, Klizan venceu os veteranos e ex-top 10 Tommy Robredo e Marcos Baghdatis. A partir das quartas, ele viveu momentos ainda mais intensos em quadra, ao salvar cinco match points contra Roberto Bautista Agut e outros três contra Nicolas Mahut.
Em Julho, conquistou dois títulos, um na vertente de singulares e outro na de pares. Em singulares, conquistou o seu segundo título da temporada, no também ATP 500 de Hamburgo. A vitória deu a Klizan seu quinto carreira título em simples. Na vertente de duplas, Martin Klizan e David Marrero ganharam o seu segundo título no Konzum Croatia Open Umag, no sábado, precisando de apenas 59 minutos para derrotar os croatas Nikola Mektic e Antonio Sancic por 6-4, 6-2. O duo eslovaco/espanhol evitou dois break points e lançou-se sobre o segundo serviço dos croatas, ganhando 16 em 21 dos pontos jogados no segundo serviço dos mesmo, o que lhes valeu três breaks. Klizan continua na sua senda invicta em finais, aumentando para 9-0 o score em finais do ATP World Tour. 

## ATP Tour finais

### Simples: 5 (5 títulos)
| Legenda                           |
| --------------------------------- |
| Grand Slam (0–0)                  |
| ATP World Tour Finals (0–0)       |
| ATP World Tour Masters 1000 (0–0) |
| ATP World Tour 500 Series (2–0)   |
| ATP World Tour 250 Series (3–0)   |

| Finais por Piso |
| --------------- |
| Duro (2–0)      |
| Saibro (3–0)    |
| Grama (0–0)     |
| Carpete (0–0)   |

| Resultado | N. | Data                    | Torneio                                      | Piso     | Oponente             | Placar             |
| --------- | -- | ----------------------- | -------------------------------------------- | -------- | -------------------- | ------------------ |
| Campeão   | 1. | 23 de setembro de 2012  | St. Petersburg Open, São Petersburgo, Rússia | Duro (i) | Fabio Fognini        | 6–2, 6–3           |
| Campeão   | 2. | 4 de maio de 2014       | BMW Open, Munique, Alemanha                  | Saibro   | Fabio Fognini        | 2–6, 6–1, 6–2      |
| Campeão   | 3. | 12 de abril de 2015     | Grand Prix Hassan II, Casablanca, Marrocos   | Saibro   | Daniel Gimeno-Traver | 6–2, 6–2           |
| Campeão   | 4. | 14 de fevereiro de 2016 | ATP Rotterdam, Roterdã, Holanda              | Duro (i) | Gaël Monfils         | 6–7(1–7), 6–3, 6–1 |
| Campeão   | 5. | 17 de Julho de 2016     | ATP Hamburg, Hamburgo, Alemanha              | Saibro   | Pablo Cuevas         | 6-1, 6-4           |

### Duplas: 4 (4 títulos)
| Legenda                           |
| --------------------------------- |
| Grand Slam (0–0)                  |
| ATP World Tour Finals (0–0)       |
| ATP World Tour Masters 1000 (0–0) |
| ATP World Tour 500 Series (1–0)   |
| ATP World Tour 250 Series (3–0)   |

| Finais por Piso |
| --------------- |
| Duro (0–0)      |
| Saibro (4–0)    |
| Grama (0–0)     |
| Carpete (0–0)   |

| Resultado | N. | Data                    | Torneio                                | Piso   | Parceiro       | Oponentes                          | Placar           |
| --------- | -- | ----------------------- | -------------------------------------- | ------ | -------------- | ---------------------------------- | ---------------- |
| Campeão   | 1. | 27 de julho de 2013     | ATP de Umag, Umag, Croácia             | Saibro | David Marrero  | Nicholas Monroe Simon Stadler      | 6–1, 5–7, [10–7] |
| Campeão   | 2. | 24 de maio de 2014      | Open de Nice Côte d'Azur, Nice, França | Saibro | Philipp Oswald | Rohan Bopanna Aisam-ul-Haq Qureshi | 6–2, 6–0         |
| Campeão   | 3. | 21 de fevereiro de 2015 | Rio Open, Rio de Janeiro, Brasil       | Saibro | Philipp Oswald | Pablo Andújar Oliver Marach        | 7–6(7–3), 6–4    |
| Campeão   | 4. | 23 de Julho de 2016     | ATP de Umag, Umag, Croácia             | Saibro | David Marrero  | Nikola Mektic Antonio Sancic       | 6-4, 6-2         |